# Volscos
Los volscos (en latín volsci) son un pueblo de la antigua Italia que ocupaba el centro de la península y que tuvo un papel destacado en la historia de la Antigua Roma.

## Territorio
Su existencia está testimoniada en los relatos de diversos autores de la época de la República romana escritos a lo largo del siglo I a. C.. Habitaban una región llena de colinas y pantanos al sur del Lacio. Tito Livio describe a los Volscos como «más ardientes en la revuelta que hábiles en hacer la guerra» En la Eneida de Virgilio figura Camila, una virgen guerrera volsca. Su territorio era contiguo al de los auruncos y los samnitas (al sur de su territorio), y al de los hérnicos (al este), y cuyo territorio estaba delimitado por una línea que partía de Norbe y Cora al norte hasta Antium al sur.
En el siglo V a. C. los volscos controlaron la llanura pontina (al suroeste del Lacio, entre los montes Albanos y el mar), antes controlada por los latinos. La zona era rica por su agricultura (cereales y vides, también pesca) y controlaba el camino al sur, a la Campania (donde se construiría la Vía Apia). En época romana su territorio fue incorporado al Lacio, aunque los volscos eran un pueblo diferenciado de los latinos con los cuales, además, a menudo estaban enfrentados, mientras que fueron siempre aliados de los ecuos (en latín æqui).

## Lengua
El idioma de los volscos parece ser una lengua osco-umbra, del mismo grupo filogenético que la lengua de los oscos, los umbros, los sabélicos, los sabinos y los ecuos. Por tanto, la lengua de los volscos se cree que estaba emparentada estrechamente con el idioma osco y el umbro, y de manera más lejana, con el latín. Se conserva una inscripción en volsco escrita en alfabeto latino, la llamada Tabula Veliterna, en una tablilla de bronce del siglo III a. C. hallada en Velletri o Velitras (en latín Velitræ), conservada en el Museo Arqueológico Nacional de Nápoles, en la cual en cuatro líneas la asamblea de la comunidad indica el sacrificio expiatorio (un buey y un as para el vino y otro para los vasos) para quien tomara ramas o follaje del bosque sagrado de la diosa Declona (probablemente equivalente a Diana).

## Ciudades volscas
- La pequeña ciudad de Velitras (actual Velletri) fue el lugar de nacimiento de César Augusto.
- Tuvieron su baluarte en Antium, la capital histórica (la actual Anzio), fundada según la leyenda por Antias, hijo de la hechicera Circe y de Odiseo. Otras ciudades fueron: Sátrico, Ecetra, Arpinum (patria de Cicéron y de Cayo Mario), Frégelas, Sora, Anxur (actual Terracina), Privernum (Príverno), Suesa Pomecia, conquistada por Tarquinio el Soberbio,[2] y Apíola, destruida por Tarquinio Prisco.[2]

## Guerras contra Roma

Pueblos vecinos de Roma en el siglo V a. C.

Aparecieron en la historia romana como una nación poderosa y guerrera que dominaba las montañas al sur del Tolerus (Sacco), el valle del río Liris, los territorios de Arpinum, de Sora y de Atina, y desde los Apeninos volscos hasta las Lagunas Pontinas. 
Según Tito Livio, el conflicto entre Roma y el pueblo volsco comenzó durante la monarquía romana y duró más de 200 años.
Durante el reinado de Tarquinio el Soberbio, los romanos, entonces aliados de los latinos, se enfrentaron a los volscos. Tarquinio marchó contra su capital, Suesa Pomecia y la asaltó y ocupó. La leyenda dice que con el expolio construyó el Templo de Júpiter Capitolino de Roma.
Fundaron dos colonias: Circeo y Signia. Después de Tarquinio la ciudad de Roma perdió la hegemonía sobre los latinos, y así los volscos recuperaron su independencia.
Aliados a los ecuos y ocasionalmente a los hérnicos, se enfrentaron repetidamente a los romanos en una serie de luchas de confusa cronología. En 493 a. C., los ecuos firmaron un tratado con Espurio Casio. Durante estos años las luchas entre los volscos y Roma continuaron. Es de destacar la guerra con el legendario Cayo Marcio Coriolano, quien dominó muchas de las ciudades latinas, conquistó la ciudad volsca de Corioli (493 a. C.) y se alió de nuevo con los ecuos. La leyenda describe la guerra con Coriolano como una sola campaña, pero seguramente se desarrolló durante unos cuantos años. Las guerras con Roma duraron 200 años y las crónicas de las batallas que dan Tito Livio y Dionisio de Halicarnaso son legendarias y poco ajustadas a los hechos históricos; en ella se distinguen cuatro periodos:
- Desde cerca del 490 hasta el 459 a. C. con la guerra de Coriolano, con supremacía de los volscos. En 486 a. C. los volscos se aliaron con Roma:

Durante la guerra entre la Liga Latina y la República romana, los volscos tuvieron el proyecto de enviar tropas de refuerzo a Octavio Maximilio para ayudarle en su guerra contra Roma. La guerra se saldó con la victoria romana en el Lago Regilo. En 495 a. C., los cónsules condujeron las legiones al territorio de los volscos, quienes entregaron rehenes a los romanos porque no estaban preparados para la guerra. Se aprestaron a asociarse con los hérnicos en su objetivo de atacar Roma, e intentaron sublevar a los latinos en vano. Estos previnieron a los romanos de las intenciones volscas. La secesión de la plebe impidió a los cónsules, en un primer momento, reclutar un ejército Los volscos y sus aliados, no tropezaron con enemigos en su marcha sobre Roma. Después de numerosos debates en esta ciudad, entre patricios y plebeyos, el cónsul Publio Servilio Prisco Estructo reclutó un gran ejército y estableció su campamento cerca del de los volscos. Los enemigos de Roma contaron con las disensiones internas para vencer, pero los romanos fueron más valerosos y los volscos fueron aplastados, su campamento ocupado, y poco después Suesa Pomecia fue conquistada y saqueada. La victoria romana fue total, y los volscos de Ecetra solicitaron la paz, que Roma otorgó, aunque los despojó de su territorio.
El año siguiente, en 494 a. C., mientras la República romana estaba inmersa en disensiones internas, los volscos, aliados con los ecuos y los sabinos, marcharon de nuevo sobre Roma, donde fue nombrado un dictador. El cónsul Aulo Verginio Tricosto Celiomontano fue enviado contra los volscos, mientras que el dictador y el otro cónsul se ocuparon de otros dos pueblos. Los volscos, superiores en número, fueron vencidos rápidamente, su campamento y la ciudad de Velitras fueron tomadas; en esta se creó poco después una colonia romana.
En 493 a. C, el cónsul Póstumo Cominio Aurunco batió y puso en fuga a los volscos de Antium, después les persiguió hasta la población de Longula y expugnó las murallas. Tomó a continuación Polusca, otra ciudad volsca, después atacó Corioli, que cayó gracias a Cayo Marcio, quien recibió el sobrenombre de Coriolano.
Mientras que Roma hacía frente a una terrible hambruna, los volscos se preparaban de nuevo para la guerra, pero fueron golpeados por la peste. Los romanos aprovecharon para reforzar su nueva colonia de Velitras, y establecer una nueva en Norbe.
Coriolano fue condenado al exilio por los tribunos de la plebe, irritando sobremanera a los patricios, y se retiró a territorio volsco: Fue el principio de una guerra que duraría desde el año 491 al 488 a. C. Concibió un plan para que los volscos, desmoralizados por su derrota y diezmados por la peste, retomaran las armas. Su jefe, Atio Tulio, se rindió a Roma durante los Juegos y convenció a los cónsules para que desterraran a los volscos de la ciudad. Una vez hecho, hizo una disertación para incitarles a vengarse de la afrenta sufrida, y rápidamente todos los volscos se sublevaron contra la República romana. Entonces fue nombrado general junto con el exiliado romano Coriolano. A renglón seguido, la colonia romana de Circeo y varias ciudades conquistadas recientemente por los romanos cayeron en manos del exiliado. Coriolano, que odiaba a Roma y sobre todo a sus tribunos, rehusó cualquier negociación y marchó contra Roma, pero cedió a los ruegos de su madre y de su esposa, y se retiró.
A continuación, los volscos y los ecuos reemprendieron los combates, pero se pelearon y se mataron entre sí, antes de ser barridos por un contingente romano.
El año siguiente (487 a. C.), la guerra se reanudó. El cónsul Tito Sicinio Sabino tomó el mando del ejército romano, y según Tito Livio, «los beneficios no fueron decisivos», mientras que Dionisio de Halicarnaso señala que el cónsul aplastó a un ejército volsco, mató a su general, y recibió un triunfo por su victoria.
A partir del año 485 a. C. se reanudó la guerra. El cónsul Quinto Fabio Vibulano venció a los volscos aliados con los ecuos, y vendió el botín obtenido para ingresar las ganancias en el tesoro público.
En el siguiente año, el cónsul Lucio Emilio Mamerco marchó contra los dos pueblos itálicos, de nuevo unidos, y consiguió una gran victoria, cara en hombres para los volsco, quienes, pese a todo, poco tiempo después se rebelaron.
En 475 a. C., mientras que el cónsul Publio Valerio Publícola batió a los dos enemigos a las puertas de Veyes. Los volscos y los ecuos asolaron los territorios de los latinos, aliados de Roma. Estos últimos, sostenidos por los hérnicos, repelieron a los saqueadores y recuperaron el botín sin ayuda romana. El Senado romano, decidió enviar al cónsul Cayo Naucio Rútilo a la cabeza de un ejército contra los volscos, para evitar que los aliados no hicieran la guerra sin disponer de tropas ni general romano. Los romanos no pudieron librar una batalla contra los volscos, quienes desfilaron sin interrupción.
- De 459 a. C. a 431 a. C., cuando el dictador Aulo Postumio Tuberto derrotó a los volscos y ecuos le dio la vuelta a la situación. En este periodo, Roma logró varios triunfos, algunos tan decisivos como agónicos como la batalla del monte Álgido en el 431 a. C.

- El periodo de 431 a. C. a 390 a. C. marca una época en la que los volscos con la ciudad de Ecetra como hegemónica en lo sucesivo, pero con la ciudad de Antium (poblada por ellos) aliada de Roma, lucharon sobre todo al noreste del territorio volsco. El ejército romano ocupó Labicum (418 a. C.), Bola (414 a. C.) y Ferentinum (ciudad de los hérnicos ocupada por los volscos, en la que entraron las tropas romanas en 413 a. C.: las fortalezas de Verrugo y Carventum fueron ocupadas y reconquistadas diversas veces. Siguió la conquista romana de Anxur y Terracina (399 a. C.), que a partir de entonces siempre fueron romanas, y supuso un grave derrota volsca.

A partir de la conquista de Roma por los galos en 390 a. C. la historia del pueblo volsco fue la siguiente:
- Desde 390 a. C. hasta cerca de finales del 327 a. C., sin la ayuda efectiva de los ecuos, quienes habían perdido buena parte de sus fuerzas, y además, debilitados por el enfrentamiento con los galos, estaban en inferioridad cuando la ciudad de Antium, antes aliada de Roma, trocó su política y desde el año 386 a. C. al 374 a. C. se libró una guerra entre Roma y los volscos bajo la dirección hegemónica de Antium: la guerra, anteriormente librada cerca de la frontera con los ecuos, se desplazó hacia el sur de los montes Albanos. Las ciudades de Velitras y Sátrico fueron tomadas y reconquistadas una y otra vez por los dos bandos. La ciudad de Privernum entró en la guerra contra Roma en 358 a. C. Roma no consiguió definir la situación hasta que se alió con los samnitas en el 354 a. C. para atacarlos conjuntamente y repartirse el territorio.

Las ciudades volscas carecieron de unión hasta el 340 a. C., cuando las ciudades latinas y campanas se rebelaron contra Roma y los volscos se aliaron con ellas y asolaron la costa del Lacio hasta Ostia, pero compartieron la derrota latina en Pedum y después en Astura. Los romanos entraron en Antium, donde establecieron una colonia romana, y los ciudadanos locales fueron admitidos en la ciudadanía romana, al mismo tiempo que las ciudades supuestamente volscas de Fundi y Formiae. Poco después los romanos ocuparon Terracina, donde establecieron otra colonia romana.
- En el año 338 a. C. los volscos fueron finalmente vencidos y rápidamente romanizados:

Únicamente Privernum permaneció hostil a Roma y reanudó la guerra en 327 a. C. Fue derrotada, severamente castigada y ocupada por el cónsul Cayo Plaucio Deciano, pero enseguida los habitantes de Privernum fueron admitidos como civites sine sufragio, y al cabo de pocos años con plenos derechos de ciudadanía. Se les incluyó en la tribu Oufentina, si bien la mayor parte de los volscos lo fueron en la tribu Pomptina.
Se desconoce lo que sucedió con las ciudades volscas de los valles del Trerus y del Liris, aunque se supone que mientras luchaban sus compatriotas contra Roma, ellos lo hacían contra los samnitas; se sabe que estos últimos ocuparon las ciudades volscas de Arpinum y Frégelas. Probablemente algunas ciudades se aliaron con los romanos contra los samnitas. Antes del final de la segunda guerra samnita (304 a. C.), todos los volscos habían sido sometidos a Roma y declarados ciudadanos romanos. El pueblo volsco como tal desapareció y su territorio fue incluido en el Lacio.